# Grb Avstro-Ogrske
Celoviti grb Avstro-Ogrske je bil kot državni simbol v veljavi od avstro-ogrskega kompromisa leta 1867 do razpada Avstro-Ogrske leta 1918. Pri mnogih  cesarskih in kraljevih (c. in kr.) institucijah Avstro-Ogrske je bil kot simbol v rabi dvoglavi orel, prepoznaven simbol vladajoče Habsburško-Lotarinške rodbine. Poleg tega je imela vsaka polovica dvojne monarhije tudi svoj grb.
Ker je dvoglavi orel močno spominjal na insignijo propadlega Svetega rimskega cesarstva in je bil hkrati simbol Cislajtanije (avstrijske) polovice unije, je ogrska vlada zahtevala uveljavitev novega grba, do katere je prišlo leta 1915, sredi prve svetovne vojne. Novi grb je združeval grba obeh polovic dvojne monarhije skupaj s ščitom Habsburško-Lotarinških in geslom indivisibiliter ac inseparabiliter (nedeljivo in neločljivo, nemško Unteilbar und untrennbar, madžarsko oszthatatlan és elválaszthatatlan).

## Skupni grb
| Grb | Obdobje   | Uporaba            | Opis |
| --- | --------- | ------------------ | --- |
|     | 1867–1915 | Mali skupni grb    | C. in kr. grb Avstrijskega cesarstva iz leta 1804; črn dvoglavi orel s ščitom, ki vključuje grbe Habsburžanov, Avstrije in Lotaringov.                                                                       |
|     | 1867–1915 | Srednji skupni grb | Na dvoglavem orlu se nahajajo tudi grbi (v pozitivni smeri): Ogrske, Galicije, Spodnje Avstrije, Solnograške, Štajerske, Tirolske, Koroške in Kranjske, Šlezije ter Moravske, Sedmograške, Ilirije, in Češke |
|     | 1915–1916 | Mali skupni grb    | Mala grba Cislajtanije in Translajtanije pod cesarsko krono in Krono sv. Štefana, katera povezuje kronani grb Habsburško-Lotarinških, red zlatega runa, ter deviza indivisibiliter ac inseparabiliter        |
|     | 1916–1918 | Mali skupni grb    | Enak kot grb med leti 1915-1916 vendar z dodanim grbom Hrvaške v dnu ščita Translajtanije. |
|     | 1915–1918 | Srednji skupni grb | Srednji grb Cislajtanije in Translajtanije s ščitonosci, z grifom na heraldični desni (za Avstrijo) in angel (za Ogrsko) na levi.                                                                            |

## Grba obeh polovic
| Položaj | Grb       | Obdobje           | Uporaba | Opis |
| ------- | --------- | ----------------- | --- | --- |
|         |           | 1915–1918         | Srednji grb Avstrije | |
|         | 1915–1918 | Mali grb Avstrije | | |
|         |           | 1915–1918         | Srednji grb Ogrske | Tako imenovani "angelski grb" z grbi Hrvaške, Slavonije, Dalmacije, Bosne in Hercegovine, Transilvanije, Reke in kraljevine Ogrske. |
|         | 1916–1918 | Mali grb Ogrske   | Vsebuje grba Kraljevine Ogrske in Kraljevine Hrvaške, dveh kraljestev, ki sta pravno sestavljali dežele krone sv. Štefana. | |